# Matia al Ierusalimului
Matia al Ierusalimului (n. secolul I d.Hr. – d. 120 d.Hr., Ierusalim, Palestina romană⁠(d)) a fost un episcop al Ierusalimului între 113 și 120, canonizat ca sfânt. A fost de origine evreiască. A slujit în timpul persecuțiilor lui Hadrian.